# 森山正義
森山 正義（もりやま まさよし、1950年9月14日 - ）は、長野県出身の元プロ野球選手（外野手）、大学野球監督である。

## 来歴・人物
佼成学園高校ではエース猪狩志郎（駒大－本田技研）を擁し、右翼手として1968年春の選抜に出場。1回戦でこの大会に準優勝した尾道商の井上幸信に抑えられ1-2で惜敗。高校同期に遊撃手の清水透がいた。
高校卒業後、明治学院大学に進学。首都大学野球リーグでは、1年上のエース平石幸夫（電電関東）の好投もあり1970年春季リーグで初優勝を経験。同大学では、首都大学野球連盟を含む全大学野球リーグを通じ、最多本塁打記録である通算26本塁打を放つ。リーグ通算100試合出場、367打数110安打、打率.300、82打点。ベストナイン4回。
1972年秋、ドラフト2位で阪神タイガースに指名され入団。背番号は、上記の本塁打記録より26となった。しかし、一軍の試合に出場する前に1974年オフに交換トレードで、鈴木皖武・平山英雄・小川清一・上辻修と共に池辺巌・井上圭一との5-2の交換トレードでロッテオリオンズに移籍。移籍2年目の1976年にはイースタン・リーグで本塁打王に輝き、ジュニアオールスターにも出場した。1979年には、主に右翼手として5試合に先発出場を果たすが無安打に終わり、同年のシーズン終了後に現役を引退した。一軍での試合出場は通算25試合。
以降は暫く、埼玉県川越市と同県上福岡市で和菓子屋を営んだ。
1997年、母校・明治学院大学の硬式野球部特別コーチに就任し、2005年8月から同部の監督に就任した。
2008年春にチームが15年ぶりに一部リーグ復帰を果たすが、秋からは二部リーグ。在任中に指導した加藤貴大投手が育成選手でのプロ入りを果たした。

## 詳細情報

### 年度別打撃成績
| 年 度     | 球 団     | 試 合 | 打 席 | 打 数 | 得 点 | 安 打 | 二 塁 打 | 三 塁 打 | 本 塁 打 | 塁 打 | 打 点 | 盗 塁 | 盗 塁 死 | 犠 打 | 犠 飛 | 四 球 | 敬 遠 | 死 球 | 三 振 | 併 殺 打 | 打 率 | 出 塁 率 | 長 打 率 | O P S |
| --------- | --------- | ----- | ----- | ----- | ----- | ----- | -------- | -------- | -------- | ----- | ----- | ----- | -------- | ----- | ----- | ----- | ----- | ----- | ----- | -------- | ----- | -------- | -------- | ----- |
| 1975      | ロッテ    | 6     | 1     | 1     | 0     | 0     | 0        | 0        | 0        | 0     | 0     | 1     | 0        | 0     | 0     | 0     | 0     | 0     | 1     | 0        | .000  | .000     | .000     | .000  |
| 1976      | ロッテ    | 7     | 2     | 2     | 0     | 0     | 0        | 0        | 0        | 0     | 0     | 1     | 0        | 0     | 0     | 0     | 0     | 0     | 1     | 0        | .000  | .000     | .000     | .000  |
| 1977      | ロッテ    | 3     | 3     | 3     | 0     | 0     | 0        | 0        | 0        | 0     | 0     | 1     | 0        | 0     | 0     | 0     | 0     | 0     | 1     | 0        | .000  | .000     | .000     | .000  |
| 1979      | ロッテ    | 9     | 14    | 12    | 0     | 0     | 0        | 0        | 0        | 0     | 0     | 0     | 0        | 1     | 0     | 1     | 0     | 0     | 3     | 0        | .000  | .077     | .000     | .077  |
| 通算：4年 | 通算：4年 | 25    | 20    | 18    | 0     | 0     | 0        | 0        | 0        | 0     | 0     | 3     | 0        | 1     | 0     | 1     | 0     | 0     | 6     | 0        | .000  | .053     | .000     | .053  |

### 記録
- 初出場：1975年5月17日、対近鉄バファローズ前期7回戦（日生球場）、9回表に得津高宏の代走で出場
- 初盗塁：同上、9回表に二盗（投手：福井保夫、捕手：石山一秀）
- 初先発出場：1976年5月22日、対阪急ブレーブス前期7回戦（後楽園球場）、4番・右翼手で先発出場（偵察要員、試合開始時に得津高宏と交代）

### 背番号
- 26 （1973年 - 1974年）
- 40 （1975年 - 1979年）